# Riyoko Ikeda
Pour les articles homonymes, voir Ikeda.
Riyoko Ikeda (池田理代子, Ikeda Riyoko) est une dessinatrice de bande dessinée japonaise, écrivain, essayiste, comédienne et chanteuse lyrique née le 18 décembre 1947 à Ōsaka, au Japon.
Spécialisée dans le shōjo manga, elle commence sa carrière en 1967 avec Bara yashiki no shōjo. Elle se fait connaître grâce à La Rose de Versailles. Avec cette œuvre, Ikeda vient bouleverser le shōjo manga des années 1970, participant à son âge d'or au côté d'une nouvelle génération de dessinatrices. Elle offre à ses lectrices une romance sur fond historique, prônant l'émancipation féminine.
En 1999, elle devient chanteuse lyrique professionnelle et crée une école de chant. Elle continue cependant à écrire des mangas de manière parcellaire.

## Biographie
Riyoko Ikeda née le 18 décembre 1947 à Ōsaka, au Japon. Elle est élevée par un couple : son père est manager dans la fabrication automobile, sa mère est au foyer. Elle a notamment une soeur, qui a dirigé Ikeda Riyoko Production.
Elle grandit à Kashiwa dans la préfecture de Chiba et étudie au lycée Tokyo Metropolitan Hakuō Senior High School puis à l'université Tokyo University of Education pour des études de philosophie et de lettres. Elle y étudie Marx, Lenine et devient membre d'une organisation étudiante du Parti Communiste Japonais - la Democratic Youth League of Japan. Mais elle doit interrompre ses études au bout d'un an faute de soutien de sa famille. Pour gagner sa vie, elle commence alors une carrière en tant que mangaka. Dans les années 1960, la forte demande en shōjo manga permet l’émergence des femmes mangaka[réf. souhaitée].
En 1967, elle est repérée par un éditeur qui lui permet de publier notamment de Princesse Saphir d'Ozamu Tezuka, Ikeda publie Bara Yashiki no Shōjo (バラ屋敷の少女) dans Shōjo Friend en 1967. Elle publie ensuite plusieurs histoires et raffine son style.
En 1972, elle doit convaincre son éditeur pour commencer à publier La Rose de Versailles (ベルサイユのばら, Berusaiyu no bara).
La série rencontre un succès immédiat, les ventes du magazine Margaret explosent.
Inspirée par Marie-Antoinette de Stefan Zweig qu'elle avait lu au lycée, l'histoire reprend le contexte historique et politique de la Révolution française et de Marie Antoinette ainsi que les codes du shojo avec des héros au destin tragique, ce qui touche — au-delà de la cible éditoriale des adolescentes — un large public au Japon, désireux d'en apprendre plus sur cette période de la France.
Le manga est adapté par Jacques Demy en film live (Lady Oscar, 1978) pour le public japonais, en dessins animés (Lady Oscar, 1979) par TMS, en comédie musicale à succès par la troupe de théâtre féminine Takarazuka ; entre autres. Riyoko Ikeda définit une nouvelle approche du genre et le début de l'âge d'or du shojo. L'histoire rencontre un succès phénoménal au Japon[réf. souhaitée] et s'exporte à l'international par le biais de la série TV d'animation, notamment en Italie (1982) et en France (sur Récré A2 en 1986) où la série rencontre un grand succès.
En 1975, elle trouve un nouveau succès avec la publication de Orphée no Mado qui lui apporte, en 1980, un prix de la Japan Manga Association
En 1995, Riyoko Ikeda décide de changer de carrière. Elle est acceptée à l'Université Musicale de Tokyo et se consacre désormais au chant. Elle est cantatrice soprano, accompagnée par le pianiste Hiroshi[Qui ?] . Elle reprend ensuite[Quand ?] sa carrière de mangaka.
En 2008, Riyoko Ikeda est nommé chevalier de la légion d'honneur.
En 2011, l'autrice est de passage en France pour le Festival international de la bande dessinée d'Angoulême, notamment.
En 2019 paraît en France un quatrième volume de La Rose de Versailles, série de courtes histoires sur Marie-Antoinette d'Autriche et sa garde du corps Oscar de Jarjayes.

## Filmographie
- 2021 : L'Ange blond de Visconti (Världens vackraste pojke), documentaire de Kristina Lindström (sv) et Kristian Petri (sv) : elle-même

## Analyse

### Style
Son style est d'abord très proche de son modèle de référence Princesse Saphir d'Osamu Tesuka[réf. nécessaire]. Elle s'en détache progressivement au travers de ses différents travaux et adopte une déstructuration de la mise en page où les dessins sortent des cases ; jusqu'à ne plus utiliser de cases (hyper case) et dessiner sur la page entière.

## Récompenses
- 1980 : « Prix d'Excellence » de l'Association des auteurs de bande dessinée japonais pour Orpheus no mado ;
- 11 mars 2009 : chevalier dans l’ordre national de la Légion d’honneur[22],[23],[24].